# Маас, Фредерика Сэгор
Фредерика Сэгор Маас (англ. Frederica Sagor Maas; 6 июля 1900, Нью-Йорк — 5 января 2012, Ла-Меса, округ Сан-Диего, Калифорния) — американская писательница, драматург и сценарист.

## Биография
Фредерика Сэгор была младшим ребёнком в еврейской семье эмигрантов из России (Москвы). Её мать, Агнесса Загорская (в девичестве Литвинова), из купеческой семьи, была выпускницей Московского университета и одно время училась в Московской консерватории по классу фортепиано. Брат матери, Александр (Самуил) Александрович Литвинов (1861—1933) — российский скрипач и дирижёр созданного им «Общества любителей оркестровой, камерной и вокальной музыки», первый заслуженный артист Татарской АССР (1926). Отец Фредерики, Арнольд Загорский, перебравшийся в Москву из черты оседлости, был вынужден покинуть город после повеления генерал-губернатора Сергея Александровича от 15 октября 1892 года, воспрещавшего право жительства евреям без постоянной прописки. Таким образом вся семья (родители с тремя дочерьми) оказалась в Нью-Йорке. Разговорным языком в семье и после переезда оставался русский.
В 1923 году окончила Колумбийский университет по специальности журналист. Однако все свою творческую жизнь она являлась сценаристом. В 1923 году она начала работать в качестве сценариста на киностудии Metro-Goldwyn-Mayer, затем Фредерика перешла работать на киностудию Paramount Pictures.
Как сценарист и драматург Фредерика Маас работала с такими актёрами Голливуда как Грета Гарбо, Джон Гилберт, Барбара Кент, Эмиль Яннингс.
Среди наиболее значимых её работ такие фильмы как «Пластмассовый век» (1925) (в главной роли Клара Боу), «Плоть и дьявол» с участием Греты Гарбо, «Путь всякой плоти», за участие в котором актёр Эмиль Яннингс получил свой первый Оскар.
Последним фильмом в карьере Сэгор стал фильм «Ужасная мисс Пилгрим» (по её же рассказу 1941 года «Miss Pilgrim’s Progress») с участием Бетти Грейбл, также этот фильм стал первым в фильмографии Мэрилин Монро.

## Личная жизнь
В 1927 году Фредерика вышла замуж за сценариста Эрнеста Мааса (1892—1986) брак продлился почти 60 лет, но детей у них не было.
В 99 лет Фредерика издала книгу, которую озаглавила аналогично своему последнему фильму, в которой описала эпоху чёрно-белого и цветного кино, а также историю немого и звукового кино Голливуда.

## Рекорды долголетия
1 октября 2009 года Фредерика Маас стала вторым по возрасту человеком в штате Калифорния, где она проживала.
Фредерика Маас умерла 5 января 2012 года в возрасте 111 лет и 6 месяцев, на момент смерти она была на 44-м месте в списке старейших живущих людей.